# Борова (зупинний пункт)
Борова́ (біл. Барава́я) — пасажирський залізничний зупинний пункт Берестейського відділення Білоруської залізниці на лінії Хотислав — Берестя-Центральний між станцією Закрутин (1,9 км) та зупинним пунктом Дубок (3,9 км). Розташований за 6,6 км на південний схід від села Підлісся-Кам'янецьке Берестейського району Берестейської області.

## Пасажирське сполучення
Пасажирське сполучення здійснюється регіональними поїздами економ-класу за напрямком Берестя-Центральний — Хотислав.